# Gotha T59

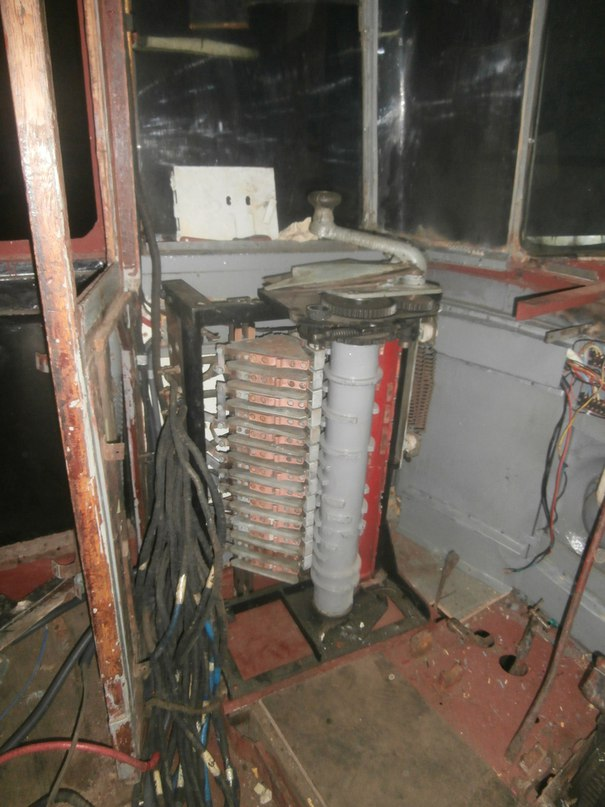
Контролер вагона Gotha T59 без дугогасильних камер

Gotha T59 — двовісний трамвайний вагон для одностороннього руху, який виготовлявся у Німецькій Демократичній Республіці у 1959–1961 роках. Є односторонньою модифікацією трамвайного вагону Gotha T57. Частина вагонів, виготовлених у 1960 році для потреб міста Ерфурта отримали позначення Gotha T2-60, де цифра «2» після літери Т (літерою Т позначали моторні вагони, а літерою В — безмоторні причепи) позначала кількість осей, а число «60» — рік впровадження серії у виробництво. Також модель вагонів часто позначається як Gotha T59E.
На відміну від трамвайного вагона Gotha T57, вагони Gotha T59 мають двоє зсувних двостулкових дверей з правої сторони кузова. Як і вагони попередньої моделі, моторні трамвайні вагони Gotha T59 могли працювати в режимі поїзда із одним або двома причіпними безмоторними вагонами Gotha B59. Моторні вагони Gotha T59 також могли працювати в режимі поїзда із причепами старшої моделі Gotha В57 і пізніших моделей, наприклад Gotha B2-62.
Порівняно із попередньою моделлю Gotha T57 механічне та електричне обладнання вагонів Gotha T59 не зазнало істотних змін. Головний контролер вагона має конструкцію, як у трамваїв попередніх модифікацій LOWA ET54 та Gotha T57 і розміщений у лівій частині кабіни водія. Він має 15 силових кулачкових контакторів, які переключаються за допомогою головного кулачкового вала. Механізм реверс-вала має 5 фіксованих положень: рух вагона назад, нейтральне положення, рух вагона вперед на двох двигунах, рух вагона вперед на І-му чи ІІ-му двигуні (останні режими є аварійними). Загалом контролер забезпечує 18 ходових і 13 гальмівних позицій.
Як пускові й гальмівні реостати використовується блок реостатів, розділений на 8 секцій, який знаходиться на даху вагона. Також передбачено додаткові шунти обмоток збудження електродвигунів, які вмикаються при русі вагона на максимальній швидкості.
Вагон приводиться від двох електродвигунів послідовного збудження марки ЕМ60/600 потужністю 60 кВт. кожний. В залежності від ходової позиції контролера вони можуть бути включені послідовно (на малих швидкостях) або паралельно (на великих швидкостях).
Освітлення салону трамвайного вагону живилося безпосередньо від високовольтної мережі 600 В (10 ламп розжарювання 127 В, увімкнутих паралельно по 5 ламп).
Для живлення низьковольтних кіл напругою 24 В (дверні приводи, зовнішня світлотехніка) використовується умформер, який складається із електродвигуна на напругу 600 В та генератора на 24 В. Також у низьковольтну мережу включено акумулятор, який заряджається від умформера через спеціальне реле зарядки.
Моторний трамвайний вагон Gotha T59 має три види гальм: електродинамічне (реостатне), колодкове (з ручним приводом, використовується як стоянкове і аварійне) та магніторейкове. Магніторейкове гальмо вагона живиться від контактної мережі 600 В через спеціальний реостат на даху трамвайного вагона і вмикається при натисканні на педаль, яка зв'язана із контактором під кабіною водія. У причіпних вагонах Gotha B59 було передбачено колодкові гальма, які приводилися від спеціального гальмівного соленоїда, що живився струмом, який двигуни моторного вагону виробляли при гальмуванні. Також причіпні вагони мали магніторейкові гальма.

## Пасажирська експлуатація
Трамвайні вагони Gotha T59 працювали у містах Німецької Демократичної Республіки (у Бранденбурзі на Хафелі, Галле, Лейпцигу, Магдебурзі, Наумбурзі, Плауені, Потсдамі), а також у цілому ряді міст колишнього СРСР. В Україні вагони цієї моделі працювали як у містах із вузькою шириною колії — Вінниці, Житомирі, Євпаторії, Львові та Миколаєві (у 1969 році у зв'язку із «перешивкою» вузької колії на широку вагони передані у Житомир та Вінницю), так і в містах із широкою колією — Дніпропетровську, Донецьку та Кривому Розі. У Росії трамвайні поїзди цієї моделі працювали в Калінінграді та П'ятигорську на колії 1000 мм і у Волгограді, Саратові та Ульяновську на широкій колії 1524 мм. Також ці вагони постачалися до Лієпаї та Таллінна.
Із пасажирської експлуатації трамвайні вагони Gotha T59 найбільш швидко почали виводиться у містах СРСР із широкою трамвайною колією. Протягом 1980-х років всі вагони цієї моделі були виведені із пасажирської експлуатації у Вінниці (1980), Львові (1981) та Житомирі (1988). У Євпаторії у пасажирській експлуатації ці вагони були до 1998 року. Єдиний у світі пасажирський вагон цієї моделі працює у селі Молочне — це вагон № 20, переданий із Євпаторії. У містах Німеччини вагони Gotha T59 були виведені із пасажирської експлуатації до середини 1990-х років.

## Службова експлуатація
Після закінчення пасажирської експлуатації частина вагонів Gotha T59 була переобладнана у службові. Наприклад, у Львові на базі пасажирських вагонів цієї моделі було побудовано два електрозварювальні вагони та один піскопосипальний. Іще один вагон був залишений в ролі службового і повністю зберіг облаштування салону. Він знаходився на території Львівського трамвайно-тролейбусного ремонтного заводу, подальша доля його невідома.
Більшість службових вагонів Gotha T59 списані. Лише один трамвайний вагон Gotha T59 у Євпаторії відіграє роль службового (вишка контактної мережі).

## Музейний вагон

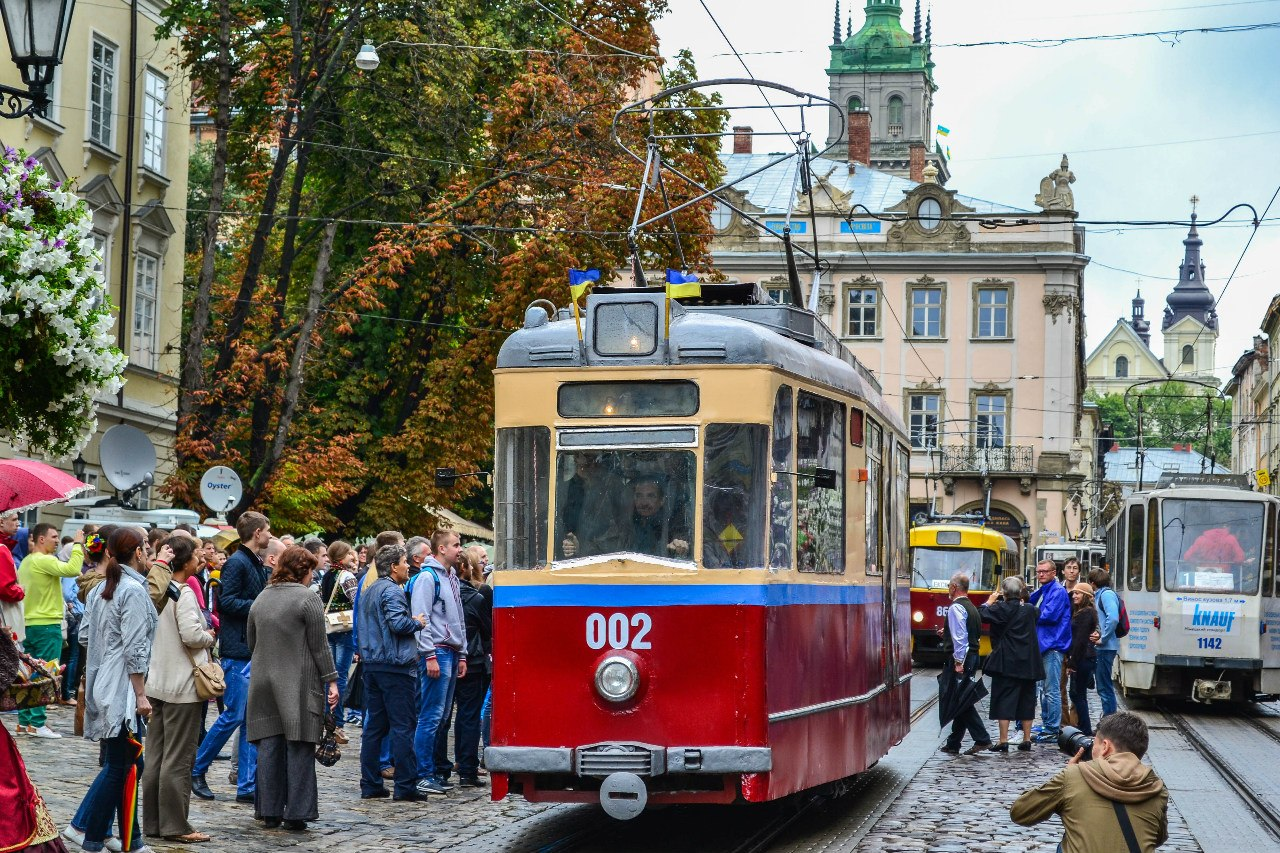
Трамвайний вагон Gotha T59 № 002 під час «Параду трамваїв» у Львові 24 серпня 2014 року

У 2014 році електрозварювальний вагон Gotha T59 у Львові отримав статус музейного експоната. Протягом липня-серпня 2014 року цей трамвайний вагон пройшов часткове відновлення силами Вагонно-ремонтних майстерень ЛКП «Львівелектротранс» та громадських активістів ГО «Львів'яни за електротранспорт». Після часткового відновлення вагон був учасником різноманітних акцій: «Параду трамваїв до Дня Незалежності України» (2014), «Днів європейської спадщини» (2014) та «Дні відкритих дверей у трамвайному депо» (2015).

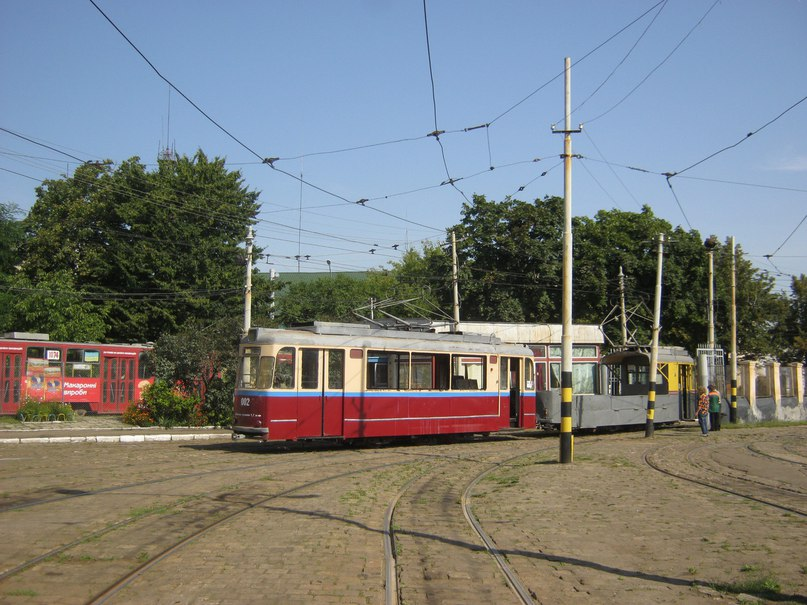
Транспортування трамвайного вагону Gotha T59 № 002 за допомогою трамвайного вагона Gotha T2-62 № 001 під час капітального ремонту

У червні 2015 року вагон виведено із статусу службового. Зварювальне обладнання із салону вагона демонтоване і у липня 2015 року почато капітально-відновлювальний ремонт трамвая Gotha T59 силами фахівців трамвайного депо ЛКП «Львівелектротранс». У роботах по капітально-відновлювальному ремонту вагона також активну участь беруть активісти ГО «Львів'яни за електротранспорт».